# فينس ناغي
فينس ناغي (بالمجرية: Nagy Vince)‏ هو محامي وسياسي مجري، ولد في 4 مارس 1886 في ساتو ماري في رومانيا، وتوفي في 1 يونيو 1965 في نيويورك في الولايات المتحدة. حزبياً، نشط في الحزب المدني لأصحاب الحيازات الصغيرة المستقلين والعمال الزراعيون. وقد انتخب عضو الجمعية الوطنية المجرية.